# Son of the Shades
Son of the Shades – drugi album hiszpańskiego black metalowego zespołu Elffor. Został wydany 20 listopada 2002 roku.

## Lista utworów[1]
| 1. | "Jaboren Basoa/Intro"    | 05:13 |
|    |                          |       |
| 2. | "Son of the Shades"      | 05:11 |
|    |                          |       |
| 3. | "...Of Wolves and Blood" | 06:23 |
|    |                          |       |
| 4. | "Infernal Woods"         | 06:11 |
|    |                          |       |
| 5. | "Ravensong"              | 04:19 |
|    |                          |       |
| 6. | "The Nocturnal Moon"     | 07:10 |
|    |                          |       |
| 7. | "Long Winter Days"       | 04:18 |
|    |                          |       |
| 8. | "Unholy Gleam"           | 05:47 |
|    |                          |       |
|    |                          | 44:32 |
|    |                          |       |